# Louis Ferreira

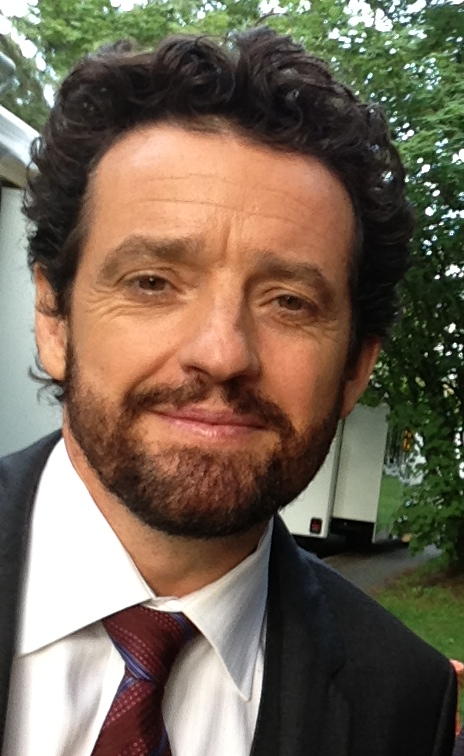
Louis Ferreira em 2013

Louis Ferreira, também conhecido como Justin Louis e às vezes grafado como Justin Lewis, é o nome artístico do actor luso-canadense Luís Henrique da Rocha Ferreira (Terra Chã, Terceira, Açores, 20 de Fevereiro de 1966).
Tendo imigrado em criança com os pais, para Canadá, em 1972, dedicou a sua vida ao cinema.
Começou por se estrear na televisão, como actor numa série intitulada Urban Angel (1991), em Toronto, em que o herói é um português, acabando por decidir emigrar para Los Angeles na Califórnia, em 1996.
Continuou a trabalhar na televisão, dirigido pelo produtor Steven Boscho (o criador de séries como Hill Street Blues) na série Public Morals, da CBS.
Passou então a ter uma carreira no cinema, sendo actor secundário e principal em vários filmes e séries televisivas, em que se destaca The Perfect Mother, em 1996, e The Fugitive, em 2002.
Foi distinguido com vários prémios cinematográficos nomeadamente em:
- Melhor Ator pelo seu papel de Robert (Duke) Romano em Fallen Arches no Festival de Cinema Alternativo de Chicago em 1999, em 2008
- Prémio Gemini para Melhor Performance de um Ator num Papel Dramático Principal, pela sua representação do assassino em série Ray Prager em Durham County, em 2010
- foi novamente nomeado para o mesmo prémio pelo papel de Colonel Everett Young na série Stargate Universe, em 2014 e 2015
- Prémio Leo para Melhor Performance de um Ator em séries dramáticas e foi nomeado para o mesmo prémio em 2016.

Recentemente, em 2024, a ficção «Shogun» na qual representou recebeu o Emmy de Melhor Série Dramática.
Teve papéis em várias séries de filmes:
- Stargate Universe como Coronel Everett Young,
- Durham County, como serial killer Ray Prager
- Missing e Art Blank em Saw IV, Saw V e Saw 3D, como Diretor Assistente do FBI John Pollock:

`* assim como estrelou a série CTV Motive, como o detetive de homicídios Oscar Vega.